# 甲斐市立玉幡小学校
甲斐市立玉幡小学校（かいしりつ たまはたしょうがっこう）は、山梨県甲斐市西八幡にある公立小学校。

## 沿革
- 1903年（明治36年）04月01日 - 玉幡尋常小学校として開校。
- 1945年（昭和20年）07月06日 - 太平洋戦争の甲府空襲により校舎が壊滅。
- 1946年（昭和21年）10月04日 - 旧玉川飛行場の格納庫一棟を買収。焼跡にて玉幡国民学校復興第一期工事を開始。

## 学校周辺
- オギノ西八幡店

## アクセス
- 甲府駅より車で16分。徒歩81分。
- 竜王駅より車で7分。徒歩37分。